# Megastigmus drances
Megastigmus drances är en stekelart som beskrevs av Walker 1839. Megastigmus drances ingår i släktet Megastigmus och familjen gallglanssteklar. Inga underarter finns listade i Catalogue of Life.